# Саїтбаба
Саїтбаба́ (рос. Саитбаба, башк. Сәйетбаба) — село у складі Гафурійського району Башкортостану, Росія. Адміністративний центр Саїтбабинської сільської ради.
Населення — 1452 особи (2010; 1543 в 2002).
Національний склад:
- башкири — 100%

## Видатні уродженці
- Якупова Гульнур Мідхатівна — башкирська письменниця, поетеса, перекладач.